# Adamsville (Tennessee)
Adamsville – miasto w Stanach Zjednoczonych, w stanie Tennessee, w hrabstwie Hardin.